# Nzambi
Nzambi chiamata anche Nzambe, Nyambe, Nzame o Njambi, è una divinità delle popolazioni bakongo dell'Angola del  Repubblica del Congo e della Repubblica Democratica del Congo. 

## Nel mito
Rappresenta il Dio Supremo ed Universale e contemporaneamente cielo e terra. Colui che ha creato l'umanità e lasciato essa al suo destino ritirandosi nel cielo.
Secondo i lele donò agli esseri umani la foresta tropicale ed il territorio dell'Angola, Congo e Repubblica Democratica del Congo come Paradiso Terrestre.